# Alpinia zwyczajna

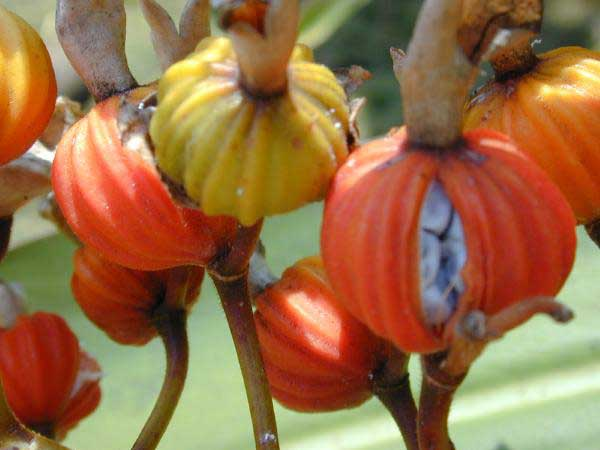
Pękające owoce

Alpinia zwyczajna (Alpinia zerumbet) – gatunek roślin z rodziny imbirowatych. Pochodzi prawdopodobnie z Azji Południowo-Wschodniej. Sadzona w całej strefie tropikalnej.

## Morfologia
PokrójBylina osiągająca wysokość do 4 m.
LiściePodłużne, osadzone pochwiasto, długości 30–70 cm, szerokości 6–15 cm. Wyraźny nerw środkowy. Na górnym końcu stojący, owłosiony błoniasty wyrostek długości do 3 cm.
KwiatyZebrane w przewieszone grona o długości do 30 cm, listki okwiatu białe; warżka do 5 cm długości, żółta z czerwonymi smugami czerwoną gardzielą.
OwoceKuliste torebki, średnicy 2 cm, pękające trzema klapkami.

## Zastosowanie
Popularna roślina ozdobna.